# Big Bill Broonzy
Lee Conley "Big Bill" Broonzy (Bolivar County, Mississippi, 26 juni 1893 – Chicago, 15 augustus 1958) was een Amerikaans blueszanger, songwriter en gitarist.

## Loopbaan
De carrière van Broonzy begon in de jaren 1920, toen speelde hij de countryblues voor een overwegend zwart publiek. Door de jaren '30 en '40 ontwikkelde hij met succes een overgang in stijl naar de meer stedelijke bluessound, ook populair bij het witte publiek. 
In de jaren '50 beleefde hij een terugkeer naar zijn traditionele folkblues-roots en dat maakte hem tot een van de leidende figuren van de opkomende Amerikaanse folkrevival en een internationale ster. Zijn lange en gevarieerde carrière markeert hem als een van de sleutelfiguren in de ontwikkeling van de blues in de 20e eeuw. 
Broonzy schreef tijdens zijn leven meer dan 300 songs, waaronder zowel bewerkingen van de traditionele folksongs als originele bluessongs. Als een bluescomponist was hij uniek in zijn composities.
Big Bill Broonzy stierf in 1958 op 65-jarige leeftijd aan keelkanker. Hij is begraven op Lincoln Cemetery, Blue Island, Illinois.

## Discografie
- "Big Bill's Blues" b/w "House Rent Stomp" (Paramount 12656) 1927
- "Down in the Basement Blues" b/w "The Starvation Blues" (Paramount 12707) 1928
- "Station Blues" b/w "How You Want It Done" (Paramount 13084) 1930
- "Big Bill Blues" (Champion 16400) 1931
- "Take Your Hands Off Her" b/w "The Sun's Gonna Shine In My Back Door Someday" (Bluebird 6188) 1935
- "His Story" (Folkways Records) 1957[1]
- "Blues with Big Bill Broonzy, Sonny Terry and Brownie McGhee" (Folkways Records) 1959
- "Big Bill Broonzy Sings Folk Songs" (Smithsonian Folkways) 1989
- "Trouble In Mind" (Smithsonian Folkways) 2000